# Is Arenas S'Acqua e S'Ollastu
Is Arenas S'Acqua e S'Ollastu este o arie protejată (arie specială de conservare — SAC, sit de importanță comunitară — SCI) din Italia întinsă pe o suprafață de 326 ha, din care 22 % marine.

## Localizare
Centrul sitului Is Arenas S'Acqua e S'Ollastu este situat la coordonatele 39°40′53″N 8°28′01″E / 39.681389°N 8.466944°E.

## Înființare
Situl Is Arenas S'Acqua e S'Ollastu a fost declarat sit de importanță comunitară în iunie 1995 pentru a proteja 1 specie de plante și 5 specii de animale. Situl a fost protejat și ca arie specială de conservare în aprilie 2017.

## Biodiversitate
Situată în ecoregiunea mediteraneană, aria protejată conține 11 habitate naturale: Dune mobile cu vegetație embrionară, Tufărișuri termo-mediteraneene și de pre-deșert, Vegetație anuală la limita mareei, Dune mobile de-a lungul țărmului cu Ammophila arenaria („dune albe”), Dune cu tufărișuri sclerofile Cisto-Lavenduletalia, Straturi cu Posidonia (Posidonion oceanicae), Dune cu vegetație ierboasă Malcolmietalia, Pseudostepă cu ierburi și specii anuale de Thero-Brachypodietea, Dune de pe litoral fixate cu Crucianellion maritimae, Dune de coastă cu Juniperus spp., Matorral arborescenți cu Juniperus spp..
La baza desemnării sitului se află mai multe specii protejate:
- plante (1): Astragalus verrucosus
- păsări (5): Alectoris barbara, fâsă-de-câmp (Anthus campestris), Calonectris diomedea, Larus audouinii, Phalacrocorax aristotelis desmarestii

Pe lângă speciile protejate, pe teritoriul sitului au mai fost identificate 11 specii de plante, 16 specii de păsări, 1 specie de reptile.